# Шамац
Шамац (раније Босански Шамац) је насељено мјесто и сједиште истоимене општине у Посавини, Република Српска, БиХ. Према прелиминарним подацима пописа становништва 2013. године, у насељеном мјесту Шамац укупно је пописано 5.133 лица.

## Географија
Шамац је лоциран на десној обали ријеке Саве. Осим Саве, кроз град протиче и ријека Босна, где јој је и ушће.
Општина Шамац је сјевероисточна општина Републике Српске и централна је општина у Посавини. Око Шамца се налазе општине: Градачац, Пелагићево, Доњи Жабар, Вукосавље, Домаљевац-Шамац, Модрича, Орашје, Оџак, а на сјеверу су ријека Сава и Република Хрватска. До Дејтонског мировног споразума општина се простирала на 219, а данас на 184 km², јер су по Дејтонском споразуму села Базик, Домаљевац и Пруд, те дио села Гребница — припали Федерацији БиХ.
Према попису из 1991. године општина Шамац је имала 32.900 становника, док их данас има око 17.500. У граду Шамцу живи око 5.200 становника.
До 1995. године у општини је било 26 насељених мјеста, а данас их је 23. То су: Баткуша, Брвник, Гајеви, Горња Слатина, Горња Црквина, Горњи Хасић, Гребнице, Доња Слатина, Доња Црквина, Доњи Хасић, Засавица, Корница, Крушково Поље, Лугови, Ново Село, Његошево, Обудовац, Писари, Средња Слатина, Тишина, Турсиновац, Шамац и Шкарић.
Највећа села су Обудовац, Црквина и Горња Слатина.
| Клима Шамца                                                         | Клима Шамца | Клима Шамца  | Клима Шамца  | Клима Шамца   | Клима Шамца  | Клима Шамца   | Клима Шамца   | Клима Шамца   | Клима Шамца   | Клима Шамца   | Клима Шамца  | Клима Шамца  | Клима Шамца     |
| Показатељ \ Месец                                                   | .Јан.       | .Феб.        | .Мар.        | .Апр.         | .Мај.        | .Јун.         | .Јул.         | .Авг.         | .Сеп.         | .Окт.         | .Нов.        | .Дец.        | .Год.           |
| ------------------------------------------------------------------- | ----------- | ------------ | ------------ | ------------- | ------------ | ------------- | ------------- | ------------- | ------------- | ------------- | ------------ | ------------ | --------------- |
| Просек, °C (°F)                                                     | 1 (34)      | 2,26 (36,07) | 6,58 (43,84) | 11,66 (52,99) | 17,28 (63,1) | 20,64 (69,15) | 26,26 (79,27) | 23,27 (73,89) | 18,37 (65,07) | 13,21 (55,78) | 6,65 (43,97) | 1,87 (35,37) | 12,421 (54,375) |
| Количина падавина, mm (in)                                          | 53 (20,9)   | 48 (18,9)    | 48 (18,9)    | 65 (25,6)     | 74 (29,1)    | 92 (36,2)     | 80 (31,5)     | 69 (27,2)     | 58 (22,8)     | 52 (20,5)     | 69 (27,2)    | 65 (25,6)    | 773 (304,4)     |
| Извор: NASA Langley Research Center Atmospheric Science Data Center |             |              |              |               |              |               |               |               |               |               |              |              |                 |

## Историја
И у доба праисторије, Шамац је био насељен.
Археолошки истражени локалитет Кулиште, не сјевероисточном ободу села Крушково Поље, најстарије је неолитско насеље у околини Модриче и Шамца.
Утврђено је да су трагове своје културе оставили и људи који припадају бакарном и бронзаном добу. Такође ту налазила и римска поштанска станица Ад Басанте. Има доказа да је управо ту, док је 1460. године водио борбе против последњег босанског краља Стефана Томашевића, турски султан Мехмед II подигао утврђење Шамац (име Шамац потиче од ријечи шанац — ров, прокоп, канал), те да је то утврђење Стефан Томашевић срушио 1463. године.
Данашње општинско средиште, Шамац, настао је тек 1863. године на ушћу Босне у Саву.
Пројекат за изградњу Шамца сачинио је инжењер Салих ефендија Мукевит, а градњом су руководили француски инжињери. Једна од значајних знаменитости Шамца, у градском језгру, јесте чињеница да су улице у том дијелу града укрштене под правим углом, тако да градско језгро има облик правоугаоника.
Становништво Шамца је имало удјела у Посавској буни проте Стевана Аврамовића из Орашја, а нарочито мјештани села Обудовац, Баткуша, Брвник, Доња и Горња Слатина, Тишина и Црквина. Након што је, у октобру 1858. године, буна крваво угушена, масовно су страдали становници тих села.
Забиљежено је и да је 1879. године данашњи град имао 242. куће и 955. становника.
Фебруара 1883. године град је добио пошту и телеграф, а 1885. године и основну школу. Православна црква Светог Димитрија освећена је 25. новембра 1934.
Шамац је скоро од свог постанка представљао трговачки центар за остала мјеста, највише због свог положаја и плодности Посавине.
Интензиван развој Шамца почиње изградњом пруге Шамац-Сарајево 1947. године, као једна од првих радних акција у СФРЈ.

## Спорт
Град је сједише фудбалског клуба Борац и кошаркашког клуба „Шамац“.

## Становништво
|             | 2013.          | 1991.           | 1981.           | 1971.           |
| Укупно      | 5 133 (100,0%) | 6 239 (100,0%)  | 5 605 (100,0%)  | 4 877 (100,0%)  |
| Срби        | 3 449 (67,19%) | 1 755 (28,13%)  | 1 342 (23,94%)  | 1 500 (30,76%)  |
| Бошњаци     | 1 253 (24,41%) | 2 178 (34,91%)1 | 1 697 (30,28%)1 | 2 163 (44,35%)1 |
| Хрвати      | 227 (4,422%)   | 827 (13,26%)    | 687 (12,26%)    | 726 (14,89%)    |
| Неизјашњени | 108 (2,104%)   | –               | –               | –               |
| Остали      | 21 (0,409%)    | 284 (4,552%)    | 61 (1,088%)     | 38 (0,779%)     |
| Југословени | 19 (0,370%)    | 1 195 (19,15%)  | 1 774 (31,65%)  | 429 (8,796%)    |
| Босанци     | 19 (0,370%)    | –               | –               | –               |
| Православци | 12 (0,234%)    | –               | –               | –               |
| Муслимани   | 11 (0,214%)    | –               | –               | –               |
| Црногорци   | 5 (0,097%)     | –               | 13 (0,232%)     | 8 (0,164%)      |
| Непознато   | 5 (0,097%)     | –               | –               | –               |
| Македонци   | 2 (0,039%)     | –               | –               | 3 (0,062%)      |
| Словенци    | 2 (0,039%)     | –               | 5 (0,089%)      | 3 (0,062%)      |
| Албанци     | –              | –               | 22 (0,393%)     | 3 (0,062%)      |
| Мађари      | –              | –               | 4 (0,071%)      | 4 (0,082%)      |

1. 1 На пописима од 1971. до 1991. Бошњаци су пописивани углавном као Муслимани.

## Познате личности
- Зоран Ђинђић, бивши предсједник Владе Републике Србије
- Митар Трифуновић Учо, народни херој, учесник Октобарске револуције
- Алија Изетбеговић, бивши предсједник предсједништва Босне и Херцеговине
- Сулејман Тихић, бивши бошњачки члан предсједништва Босне и Херцеговине
- Сребренко Репчић, бивши фудбалер шамачког Борца, београдске Црвене звезде, турског Фенербахчеа и репрезентативац СФРЈ
- Љубо Милош, усташки и домобрански официр, познат као трећи по командном рангу у логору Јасеновац.
- Мирослав Товирац, музичар и композитор
- Предраг Тасовац, позоришни и филмски глумац
- Рајко Илишковић, пјесник, историчар и публициста
- Илија Катић, бивши фудбалер шамачког Борца, београдског Партизана, швајцарског Цириха и репрезентативац СФРЈ
- Стево Николић, фудбалер бањалучког Борца
- Стево Томашевић, бивши фудбалер београдског Партизана
- Светозар Писаревић, првак Београдске опере

## Галерија
- Шамачка лука
- Хотел „Плажа“
- Шеталиште у Шамцу